# Камачо Рольдан, Сальвадор
Сальвадор Камачо-Рольдан (исп. Salvador Camacho Roldán, 1 января 1827 — 19 июня 1900) — колумбийский политик.

## Биография
Родился в 1827 году в департаменте Касанаре. Получил образование в Университете дель Росарио, стал адвокатом. В 1852—1853 годах при президенте Лопесе был губернатором провинции Панама.
Принятая в 1863 году Конституция Соединённых Штатов Колумбии отменила в стране пост вице-президента, и ввела посты «Designado Presidencial» — первый (Primer), второй (Segundo) и третий (Tercer); занимающие эти посты люди должны были исполнять обязанности президента (в указанном порядке) в случае его отсутствия (а также невозможности исполнения президентских обязанностей предыдущим Designado Presidencial). В 1868 году Конгресс Колумбии назначил на очередной календарный год в качестве Primer Designado Presidencial Сальвадора Камачо, поэтому когда президент Сантос Гутьеррес в связи с женитьбой временно покинул свой пост — Сальвадор Камачо исполнял вместо него обязанности главы государства.
В 1870—1871 годах был министром финансов и развития. В 1878 году возглавлял государственное казначейство, а затем в течение месяца был министром иностранных дел.